# Droit des sûretés en France
Le droit des sûretés en France est la partie du droit civil français qui organise l'ensemble des garanties de paiement des créances à terme. 
Une sûreté est une garantie accordée à un créancier, qui lui permet d'obtenir paiement de sa créance en cas de défaillance du débiteur, par affectation d'un bien (sûretés réelles) ou par la garantie apportée par un tiers (sûretés personnelles). La sûreté est le plus souvent accessoire à la créance : elle disparaît lorsque la créance s'éteint et ne peut être transmise qu'avec elle.

## Sources du droit des sûretés
Le droit actuel des sûretés est le fruit d'une longue évolution qui, de l’héritage gréco-romain à la rédaction des coutumes, déboucha sur la rédaction du Code civil de 1804. 
Dans la période récente le crédit va connaître un essor sans précédent. La société française devient une société de consommation, l’économie s’oriente vers un recours massif aux techniques de crédit, les rapports contractuels se multiplient. Cette évolution se fera de manière désordonnée, hors de toute codification, par différentes lois spéciales.
C'est ainsi qu'on retrouve des articles concernant le droit des sûretés dans le code monétaire et financier, dans le code de la consommation ou encore dans le code de commerce. Toutes les formes et types de sûretés se sont développés en dehors du code civil. Cela fait de ce droit, un droit très difficile d'accès pour tous (aussi bien les juristes professionnels, que les justiciables ). 
Cette évolution de la société comme le passage d'une richesse foncière à une richesse mobilière et le développement de la protection du consommateur, a amené la Chancellerie  en 2003, à constituer un groupe de travail chargé de concevoir un projet de réforme du droit des sûretés.    
La Commission Grimaldi , du nom du professeur de droit qui en a assuré la présidence, comprenait des professionnels de ce droit et des universitaires; elle  avait  vocation à faire des propositions pour  « moderniser les sûretés afin de les rendre lisibles et efficaces tant pour les acteurs économiques que pour les citoyens tout en préservant les intérêts en présence » 
La commission a rendu son rapport en mars 2005 et ce dernier a débouché sur  l'ordonnance du 23 mars 2006 relative aux sûretés  qui a réorganisé le droit des sûretés en regroupant dans le livre IV du code civil  différentes dispositions relatives au droit des sûretés. Elle a également modifié en profondeur le droit des sûretés réelles : consécration du gage sans dépossession, légalisation du pacte commissoire, adaptation du droit de l'hypothèque avec la création de l'hypothèque conventionnelle rechargeable et du prêt viager hypothécaire.

## Les différents types de sûretés
«Toute personne qui s'est obligée est tenue de remplir son obligation sur tous ses biens mobiliers et immobiliers présents et à venir» et «les biens du débiteur sont le gage commun de ses créanciers ; et le prix s'en distribue entre eux par contribution, à moins qu'il n'y ait entre les créanciers des causes légitimes de préférence». Ces dispositions des articles  2284  et 2285 du Code Civil ne sont pas en elle-même suffisantes pour assurer, en toutes circonstances la protection du créancier.  Aussi existe-t-il d'autres mécanismes pour, comme le souhaitait  le conseiller d’état Jean-Baptiste Treilhard (1742-1810)  dans son discours d’exposé des motifs du titre XVIII, livre III, du futur Code civil, « Concilier le crédit le plus étendu avec la plus grande sûreté, voilà le problème à résoudre»
Tel est l'objet du droit des sûretés. Il existe deux grandes catégories de sûretés
- Les sûretés personnelles qui reposent sur la garantie par une tierce personne de la dette d'un débiteur
- Les sûretés réelles qui reposent sur un bien, mobilier ou immobilier, garantissant, avec ou sans dépossession selon le cas, la créance d'un débiteur.

### Les sûretés personnelles
Ce sont des garanties de paiement offertes au créancier, lui permettant d'aller demander le paiement de sa créance sous certaines conditions dans le patrimoine d'une autre personne que son débiteur. Les sûretés personnelles sont constitutives de droits sur tous les biens présents et à venir du débiteur.
Le titre I du livre IV du code civil distingue 3 types de sûretés personnelles:

#### Le cautionnement
Le cautionnement est un contrat par lequel une caution s'engage à payer la dette d'un débiteur en cas de défaillance de ce dernier Il peut être de source conventionnelle, judiciaire ou légale. 
Il ne peut exister que sur une obligation valable et ne peut excéder ce qui est dû par le débiteur, ni être contacté sous des conditions plus onéreuses. Dans cette hypothèse, le cautionnement n'est pas nul, mais simplement réductible  à la mesure de l'obligation principale.
La caution peut s'engager sans ordre de celui pour lequel elle s'engage et même à son insu (article 2291 Code civil). Le cautionnement ne se présume pas, il doit être exprès et on ne peut l'étendre au-delà des limites dans lesquelles il a été contracté.
Présentation du contrat de cautionnement  et définition de caution et cautionnement

#### La garantie autonome
La garantie autonome est une garantie en droit des sûretés qui consiste en le paiement à première demande par le garant d'une somme, en considération d'une obligation tierce qui reste autonome.
Création de la pratique internationale, la garantie autonome a été consacrée en France comme sûreté par la réforme du 23 mars 2006. Elle est donc introduite à l'article 2321 du Code civil comme une sûreté personnelle auprès du cautionnement, de même que la lettre d'intention.
Le garant n'est pas tenu en cas d'abus ou de fraudes manifestes du bénéficiaire ou de collusion de celui-ci avec le donneur d'ordre. L'autonomie de la garantie autonome par rapport au rapport contractuel de base implique l'inopposabilité des exceptions, l'impossibilité de soulever le bénéfice de discussion ou le bénéfice de division.

#### La lettre d'intention
Aux termes de l'article 2322 du Code civil  la lettre d'intention est l'engagement de faire ou de ne pas faire ayant pour objet le soutien apporté à un débiteur dans l'exécution de son obligation envers son créancier. C'est, à la différence du cautionnement une sûreté personnelle, non accessoire, et à celle de la garantie autonome, une sûreté non autonome.
Elle s'inspire de la pratique anglo-saxonne des "comfort letters". Elle constitue une garantie indemnitaire c'est-à-dire une pratique contractuelle par laquelle un garant (le confortant) s'engage envers un créancier (le conforté) à favoriser l'exécution des obligations monétaires de son débiteur et en cas de défaillance de celui-ci à en indemniser le préjudice.
Ce dispositif est utilisé principalement dans les milieux d'affaires par les sociétés mères pour faciliter l'obtention de crédit par les sociétés filles. C'est un moyen  pour renforcer la confiance des organismes préteurs à l'égard des emprunteurs.

### Les sûretés réelles
Les sûretés réelles portent sur des biens, par exemple une armoire, une maison, une créance, des titres, de l'argent (dépôt de garantie, juridiquement gage) ou encore des choses en rapport avec l'opération (nantissement du fonds de commerce offert au banquier prêtant les fonds nécessaires à un achat). Les biens constituant la sûreté peuvent cependant être sans rapport avec l'opération garantie : c'est le cas d'un gage sur un bijou visant à garantir le remboursement d'une avance.Le bien affecté en garantie peut être un bien mobilier ou un bien immobilier.

#### Les sûretés réelles mobilières
Les sûretés réelles mobilières sont le gage (opérant en principe dépossession) et le nantissement (n'opérant pas en principe dépossession).

##### Le droit de rétention
Le droit de rétention n'est à proprement parler pas une sûreté tant personnelle que réelle, mais une prérogative accordée par la loi à certains créanciers de conserver un objet mobilier qui leur a été remis en vue de l'exécution d'une prestation, et ce, jusqu'à ce qu'ils soient payés des sommes qui peuvent leur être dues en vertu du contrat à l'occasion de l'exécution duquel il est exercé.
Il est codifié par l'article 2286 du Code civil : 
Peut se prévaloir d'un droit de rétention sur la chose :
1° Celui à qui la chose a été remise jusqu'au paiement de sa créance ;
2° Celui dont la créance impayée résulte du contrat qui l'oblige à la livrer ;
3° Celui dont la créance impayée est née à l'occasion de la détention de la chose ;
4° Celui qui bénéficie d'un gage sans dépossession.
Le droit de rétention se perd par le dessaisissement volontaire.
Le droit de rétention est accordé à l'hôtelier sur les effets et bagages du client, au garagiste sur le véhicule qui lui a été confié, au façonnier, au transporteur sur les objets ou marchandises transportées, à l'expert comptable sur les documents comptables à défaut de règlement des honoraires, au dépositaire à qui la chose a été remise jusqu'au paiement de sa créance .
C'est un privilège, opposable aux autres créanciers, tant que la chose demeure entre les mains du détenteur du droit de rétention.

##### Le gage
Avant l'ordonnance du 23 mars 2006 le gage mobilier  impliquait pour le constituant la dépossession du bien meuble donné en garantie. Le nouvel article 2333 du Code civil  introduit en effet la notion de  gage sur  ensemble de biens mobiliers corporels, présents ou futurs, dans ce dernier cas  les créances garanties doivent être déterminables 
Le gage sans dépossession pose la question de l'information des tiers, les nouveaux textes prévoient que sa recherche s'effectue dans le fichier national centralisé tenu par le Conseil national des greffiers des Tribunaux de commerce.
Ce fichier mentionne pour chaque gage sans dépossession le nom du constituant, la catégorie du bien gagé et la référence du Greffe où l'inscription a été prise. Cette dernière information permet au requérant, s'il le souhaite, la délivrance de l'état de l'inscription.

##### Le nantissement
Le nantissement est une garantie, une sûreté réelle mobilière portant sur un bien incorporel (des parts sociales, un fonds de commerce par exemple). Il s'agit donc d'une garantie pour le créancier qui obtient un droit sur un bien de son débiteur. En droit français, le nantissement est défini depuis l'ordonnance du 23 mars 2006 comme « l'affectation, en garantie d'une obligation, d'un bien meuble incorporel ou d'un ensemble de biens meubles incorporels, présents ou futurs. » .
Le nantissement concerne les biens incorporels et se distingue donc du gage qui frappe des biens meubles corporels. Gage et nantissement peuvent être avec ou sans dépossession.
Le nantissement peut être convenu entre un créancier et un débiteur (nantissement conventionnel) mais aussi résulter d'une décision de justice (nantissement judiciaire).

#### Les sûretés réelles immobilières
Les sûretés réelles immobilières  sont  inséparables d'un système de publicité foncière. En effet, leur  publication est essentielle à la sécurité des transactions immobilières réalisées tant par les professionnels que les particuliers.
C'est en effet la publicité qui assure les deux effets civils importants  que sont l'opposabilité aux tiers et la fixation du rang de la plupart des privilèges, des hypothèques et autres sûretés réelles.
Cette formalité est accomplie au service de publicité foncière dépendant de la direction générale des Finances publiques.

##### L'hypothèque
Une hypothèque est une sûreté réelle, c'est-à-dire un droit réel accessoire accordé à un créancier sur un immeuble en garantie du paiement d'une dette sans que le propriétaire du bien en soit dépossédé. En vertu de l'article 2395 du code civil, son principe résulte, soit de la loi, soit de la convention, soit d'une décision de justice.
La nature et les caractères de l'hypothèque découlent des dispositions des  articles 2393  et suivants du Code Civil
.« L'hypothèque est un droit réel sur les immeubles affectés à l'acquittement d'une obligation.
Elle est, de sa nature, indivisible, et subsiste en entier sur tous les immeubles affectés, sur chacun et sur chaque portion de ces immeubles.
Elle les suit dans quelques mains qu'ils passent. »

##### Les privilèges
Le privilège est un droit de préférence conférant au titulaire de la créance, lorsqu'il vient en concurrence avec d'autres créanciers sur les éléments du patrimoine du débiteur commun, un classement plus ou moins avantageux suivant le rang que la loi a donné à la créance privilégiée (code civil, art. 2324).
Le privilège naît automatiquement avec la créance. Une telle sûreté résulte donc de la volonté expresse du législateur qui opère une discrimination parmi les créanciers. La motivation du législateur est vaste, puisqu'il peut prendre en compte des considérations sociales, économiques, un souci d'équité.

Aucun formalisme n'est lié à sa constitution et de par son origine légale, il est de plein droit opposable aux tiers. Certains privilèges mobiliers, tels que le privilège du créancier nanti sur l'outillage et le matériel d'équipement, sont soumis à des formalités de constitution et de publicité très strictes (délai impératif de deux mois à compter du jour de la livraison pour constituer l'acte, sous seing-privé ou chez notaire ; inscription dans un délai de quinze jours à compter de la date de l'acte constitutif sur un registre public tenu au greffe du Tribunal de commerce dans le ressort duquel le fonds  est exploité). Le privilège attaché aux créances impayées postérieures au jugement d'ouverture d'une procédure judiciaire ne produit des effets que si les organes de la procédure ont été informés du non paiement à l'échéance des créances. De la même façon, les privilèges spéciaux immobiliers ne produisent d'effet que pour autant qu'ils sont publiés dans les délais qui leur sont propres. 

##### Le gage immobilier
Le gage immobilier anciennement appelé antichrèse est une sûreté réelle immobilière, contrat par lequel un débiteur remet un immeuble lui appartenant à un créancier pour garantir l'exécution d'une obligation. Le bénéficiaire de la garantie peut cependant lui louer la chose sans quoi cette sûreté demeurerait peu attractive.
Il ne peut résulter que d'un acte notarié, notamment  pour les besoins de la formalité de publicité foncière qui a en assure l'opposabilité aux tiers.